# Liceu Pasteur
O Liceu Pasteur  é um colégio franco-brasileiro situado em um histórico prédio de São Paulo, no quarteirão entre as ruas Mayrink, Dr. Diogo de Faria e Coronel Lisboa na Vila Clementino. A seção francesa (Lycée Pasteur), que funcionava antigamente como apêndice da unidade da Rua Mayrink no período da tarde, atualmente chama-se Liceu Pasteur Unidade Vergueiro uma vez que funciona em seu próprio prédio moderno na esquina da Rua Vergueiro com a Rua Diderot. Ambas unidades estão juridicamente sob a responsabilidade da Fundação Pasteur, mantenedora administrada por um conselho deliberativo de 15 membros. No início de 2018, iniciou-se o processo de fusão das duas escolas através do projeto Grand Lycée Pasteur com conclusão prevista para 2023, ano da celebração do centenário da Sociedade Civil Liceu franco-brasileiro.

## História
Em 1908, o renomado médico e psicólogo francês Georges Dumas veio em missão cultural e estabeleceu, junto com Charles Richet os primeiros contatos com personalidades e intelectuais franceses e brasileiros para criar em São Paulo um liceu franco-brasileiro com intuito de estreitar os laços de amizade e as afinidades culturais entre o Brasil e a França.
Em 1923, foi criado oficialmente o Lyceu Franco-Brasileiro "S. Paulo". No início o Liceu começou a funcionar em salas pertencentes ao Liceu de Artes e Ofícios até que, em 1925, mudou-se para o terreno na Rua Mairinque, parte do qual (16 mil m²) foi doado em 1920 por Ramos de Azevedo, também responsável pela construção e elaboração do projeto arquitetônico.
A partir de 1941, o Liceu passou a se chamar Liceu Pasteur, assim como a Fundação que o mantém.  Desde a sua fase inicial, paralelamente ao ensino regular em português, o Liceu Pasteur da Rua Mayrink oferecia uma seção francesa com educação básica em língua francesa (Lycée Pasteur).
Nos anos 60, devido à crescente implantação de empresas francesas em São Paulo, fez-se necessária a construção de um novo prédio para abrigar com mais conforto e qualidade pedagógica o número de alunos provenientes de famílias de expatriados franceses e franco-brasileiros. Em 1963, empresas francesas financiaram a construção do moderno prédio denominado Casa Santos Dumont, situado em um terreno da Rua Vergueiro. O arquiteto francês Jacques Pilon foi responsável pelo projeto juntamente com os arquitetos Jerônimo Bonilha Esteves e Israel Sancovski  A primeira turma de alunos do Lycée Pasteur entrou na Unidade Vergueiro em 1964.
Enquanto a unidade Mayrink voltou-se principalmente para atender os alunos e famílias brasileiras, a unidade Vergueiro passou a sediar o curso bilíngue franco-brasileiro, denominado então Curso Experimental Bilíngue (CEB) e Curso Complementar Especial em Língua Francesa (CCSLF).
Em 2012, as autoridades educacionais brasileiras reconheceram integralmente o curso de educação básica oferecido desde a educação infantil até o final do ensino médio, transformando o CEB e o CCELF em uma nova e única unidade educacional bilíngue da Fundação Liceu Pasteur, denominada desde então Liceu Pasteur Unidade Vergueiro.

## Liceu Pasteur Unidade Vergueiro
Atualmente o Liceu Pasteur de São Paulo Unidade Vergueiro é uma escola de perfil internacional conveniada à AEFE (Agência para o Ensino Francês no Exterior) e tem acordo homologado pelo Ministério da Educação Nacional da França com a supervisão por parte do Ministério da Educação do Brasil. A escola faz parte de uma rede de 494 estabelecimentos escolares situados em 135 países.  A unidade da Rua Vergueiro é frequentada por aproximadamente 1100 alunos de várias nacionalidades e seu ensino respeita tanto os programas do Ministério da Educação da França como os do Brasil (MEC).
O Liceu Pasteur Unidade Vergueiro oferece e prepara seus alunos para os exames franceses Baccalauréat geral e o Baccalauréat com opção international (OIB), cujos diplomas lhes permitem ingressar em Universidades internacionais (França, todos os países da Europa, EUA, Canadá e Austrália). Para os alunos que optarem permanecer no Brasil, a escola oferece preparação específica para o aluno que deseja obter o ENEM (Exame Nacional de Ensino Médio)e emite o certificado de conclusão de curso para que possam prestar o vestibular nas diversas universidades locais. O ingresso através de dossiê para os detentores do “Baccalauréat”, sem a necessidade de vestibular é atualmente possibilitado em renomadas instituições brasileiras de ensino superior, como a ESPM, FAAP e FGV.
Além dos exames curriculares e diplomas no final da escolaridade, o Liceu Pasteur Unidade Vergueiro oferece também certificações externas de língua estrangeira como o DELE, GOETHE,  DELF, CAMBRIDGE FCE CAE e CELP-BRAS.

## Grand Lycée Pasteur
No início de fevereiro de 2019, foi realizada a compra de dois terrenos municipais, anteriormente usados em concessão pelo Liceu Pasteur da rua Mairinque. Esta aquisição deu início concreto ao projeto do Grand Lycée Pasteur que unifica o Liceu Pasteur da Rua Mairinque e o Lycée da Rua Vergueiro.
A primeira parte da modernização e transformação do Grand Lycée, oficialmente inaugurado no dia 28 de fevereiro de 2019, foi executada pelo estúdio NPC Arquitetura e contemplou a renovação e reforma de dois mil metros quadrados do prédio histórico da Rua Mairinque. Com a unificação das duas unidades e dos currículos francês e brasileiro, o Grand Lycée terá capacidade para atender cerca de 2500 alunos a partir de 2023.

## Alunos Notórios
- Alexandre Augusto de Castro Correia, jurista
- Antonio Carlos Rodrigues, ex-ministro dos Transportes
- Auro de Moura Andrade, político
- César Ades, psicólogo
- Dráuzio Varella, médico
- Elie Horn, empresário
- Emílio Orciollo Neto, ator
- Fernando Galembeck, químico
- Flávio Fava de Moraes, ex-reitor da Universidade de São Paulo
- Geraldo Galvão Ferraz, crítico literário
- Gilberto Kassab, ex-prefeito de São Paulo
- Goffredo da Silva Telles Júnior, jurista
- Isaac Karabtchevsky, maestro
- Jean-Claude Bernardet, cineasta
- João Carlos Martins, maestro e pianista
- José Carlos de Almeida Azevedo , ex-reitor da Universidade de Brasília
- José Eduardo Martins, pianista
- José Paulo de Andrade, jornalista
- Lílian Witte Fibe, jornalista
- Luís Arrobas Martins, político
- Luiz Carlos Mendonça de Barros, ex-ministro das Comunicações
- Manoela Aliperti, atriz
- Maria Lúcia Marcondes Carvalho Vasconcelos, ex-reitora da Universidade Presbiteriana Mackenzie
- Maurício Loureiro Gama, jornalista
- Mona Dorf, jornalista
- Olgária Matos, filósofa
- Patrick Floersheim, ator e diretor artístico
- Paul Singer, economista
- Rita Lee, cantora
- Roger Rocha Moreira, cantor
- Rogério Cézar de Cerqueira Leite, físico
- Scarlett Marton, filósofa
- Sérgio Ricardo, cantor
- Ulysses Fagundes Neto, ex-reitor da Universidade Federal de São Paulo
- Walter Feldman, político
- Walther Moreira Salles, banqueiro e diplomata
- Yeda Crusius, ex-governadora do Rio Grande do Sul

## Professores e Diretores Notórios
- Georges Raeders, diretor
- Walter Lourenção, professor
- Erwin Theodor Rosenthal, professor
- Roldão Lopes de Barros, professor
- Lux Boelitz Vidal, professora